# Konrad (Olmütz)

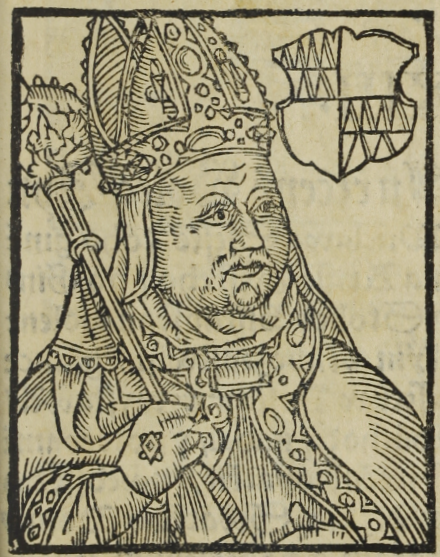
Konrád Bavor

Konrad (tschechisch Konrad I. Bavor; † 8. August 1326 in Olmütz, Markgrafschaft Mähren) war Bischof von Olmütz.

## Leben
Nach der Königsaaler Chronik stammte Konrad aus Bayern und soll von einfacher Herkunft gewesen sein. Er war Ratgeber des Königs Johann von Luxemburg und Vertrauensmann der zweifachen Königinwitwe Elisabeth Richza. Nachdem sich der Mainzer Erzbischof Peter von Aspelt zusammen mit König Johann 1316 in Olmütz aufhielt und bei der Visitation des Domkapitels zahlreiche Mängel zu beanstanden hatte, empfahl er dem Domkapitel die Wahl von Konrad als Nachfolger des verstorbenen Bischofs Peter II. von Konitz. Die Wahl wurde im Frühjahr 1317 päpstlich bestätigt, die Bischofsweihe nahm Erzbischof Peter von Aspelt vor.
Mit Unterstützung Konrads gründete Königinwitwe Elisabeth Richza bei der Alt Brünner Marienkirche das Zisterzienserinnenkloster Maria Saal und berief dorthin zwölf Nonnen. Für die von Elisabeth Richza erbaute Kirche in Komín (Komein) bei Brünn errichtete Konrad eine eigene Pfarrei.
Während seiner Amtszeit hielt Bischof Konrad 1318 in Kremsier eine Synode ab, auf der neue Diözesanstatuten beschlossen wurden. In der Bischofsburg von Pustiměř (Pustimir) erbaute er eine Kapelle. 
Bischof Konrad starb am 8. August 1326 und wurde im Olmützer Wenzelsdom beigesetzt. In seinem Testament verfügte er mehrere Vermächtnisse: Das Olmützer Domkapitel erhielt das halbe Dorf Křenovice (Krenowitz bei Kojetein), das Kapitelhaus von Kremsier das Dorf Těšany (Teschan) und sein Nachfolger mehrere Pontifikalien.